# Mount Warren, Antarktis
Mount Warren är ett berg i Antarktis. Det ligger i Västantarktis. Chile gör anspråk på området. Toppen på Mount Warren är 2 340 meter över havet, eller 248 meter över den omgivande terrängen. Bredden vid basen är 2,5 km.
Terrängen runt Mount Warren är varierad. Trakten är obefolkad. Det finns inga samhällen i närheten.